# Mehdi Rezvan
Mehdi Rezvan (en persan: مهدی رضوان), né à Téhéran en 1978 est un chanteur iranien. Il revendique sur son site le droit légitime à posséder l'énergie nucléaire. 
Son premier album est sorti en 2003 est intitulé Moonlight Alleys et est apprécié par la jeunesse. En 2004, il a produit un second album, Nazok Khial.